# L'uomo venuto dal Kremlino
L'uomo venuto dal Kremlino (The Shoes of the Fisherman) è un film del 1968 diretto da Michael Anderson, e ispirato al romanzo Nei panni di Pietro (The Shoes of the Fisherman) di Morris West del 1963.

## Trama
Dopo vent'anni di prigionia in un gulag della Siberia, il metropolita Kiril Lakota, arcivescovo di Leopoli, viene liberato grazie a un accordo tra la Santa Sede e l'Unione Sovietica cui deve giocoforza adeguarsi. A prelevarlo da Mosca è padre David Telemond, un teologo nei guai col Sant'Uffizio per le sue dottrine eterodosse, col quale stringe durante il viaggio una sincera amicizia. Prima di lasciarlo andare, il leader russo Pëtr Il'ič Kamenev gli fa un quadro della difficile situazione in cui si trova la Cina, ormai prossima a una grande carestia, il cui leader Peng è pronto a scatenare una guerra pur di sfamare il suo popolo.
A Roma, Lakota viene subito ricevuto dal papa, Pio XIII (il nome non è esplicitamente citato nel film ma si deduce dalla scritta sul sigillo mentre viene rotto come da prassi, dopo la morte del papa), che lo destina a lavorare nella Segreteria di Stato per l'avvio di rapporti diplomatici coi sovietici e lo crea cardinale prete del titolo di Sant'Atanasio. Lontano dalle privazioni della prigionia stringe sempre più i suoi rapporti con padre Telemond, il quale deve presentarsi all'esame di una speciale commissione presieduta dal cardinale Leone, chiamata a dare un giudizio sulle sue opinioni. Durante la seduta arriva la notizia che il papa ha avuto un collasso cardiocircolatorio, cui segue dopo qualche ora la sua morte. La sede vacante giunge improvvisa col sacro collegio impreparato al conclave, in cui entrano pochi cardinali di età e formazione ritenuti idonei all'elezione.
Nei primi scrutini nessun cardinale raggiunge il quorum richiesto pur in presenza di molti voti andati al cardinale Leone, ritenuto favorito tra i papabili. Dopo sette scrutini andati a vuoto, il cardinale Rinaldi, sorpreso dai suoi sentimenti dopo due decenni di prigionia, annuncia al conclave che al cardinale Lakota dichiara la propria obbedienza e il proprio voto, proponendone l'elezione per acclamazione. Gli altri cardinali approvano la proposta, e nonostante gli appelli contrari dell'interessato raggiungono il numero di voti sufficiente per l'elezione del pontefice. Alla richiesta del cardinale decano Leone, Lakota accetta l'elezione e dichiara di volersi chiamare col proprio nome, perché Kyril è il santo che per primo ha portato il vangelo nelle sue terre di origine. Due giorni dopo gli arriva un messaggio di Kamenev: per scongiurare la guerra tra Russia e Cina gli chiede di parlare all'occidente a nome dei cinesi e ai cinesi a nome dell'occidente.
Nonostante le titubanze dei cardinali, il nuovo papa accetta e parte in abiti borghesi per l'incontro con Kamenev e Peng. Messo di fronte alle difficoltà del leader cinese, che rischia di essere rinnegato e ucciso dai suoi per aver accettato l'incontro e che gli chiede quale sia il rischio che corre il papa, questi promette un gesto eclatante. Tornato a Roma sfida l'intero collegio cardinalizio e nel giorno della sua incoronazione si toglie la tiara e annuncia di mettere a disposizione tutte le ricchezze della Chiesa per risolvere il problema della fame nel mondo. Ciò a condizione che chi ha più del necessario divida con chi ha poco o nulla per sopravvivere.
(Papa Kiryl I dopo essersi tolto la tiara)

## Ambientazione e riferimenti storici
Il film, ambientato all'epoca della Guerra fredda, è tratto dal fortunato romanzo Nei panni di Pietro (The Shoes of the Fisherman) dello scrittore australiano Morris West, a sua volta ispirato alle figure di Josyp Slipyj e Hryhorij Lakota.
Arcivescovo maggiore della Chiesa greco-cattolica ucraina, Slipyj subì la prigionia sotto Nikita Chruščёv e venne liberato nel 1963 grazie alle pressioni di papa Giovanni XXIII e del presidente statunitense John Fitzgerald Kennedy; venne inviato a Roma, dove trascorse il resto della sua vita, prese parte al Concilio Vaticano II e venne nominato cardinale.
Vescovo titolare di Daonio e ausiliare di Przemyśl, Sambor e Sanok dei greco-cattolici ruteni, nel 1946 Lakota fu condannato da Stalin a uno dei campi di concentramento sovietici, dove morì nel 1950. Nel 2001 papa Giovanni Paolo II lo ha dichiarato martire e beato.
Nel film, il papa che accoglie Lakota ricorda papa Pio XII: tuttavia, dopo la morte durante l'annullamento del sigillo dell'anello piscatorio da parte del cardinale camerlengo, la camera inquadra per un istante il sigillo e lungo il bordo dell'immagine raffigurante san Pietro mentre getta le reti dalla sua barca è inciso, capovolto, il nome del pontefice "PIUS XIII".

## Riconoscimenti
- Golden Globe 1969
  - migliore colonna sonora
- National Board of Review Awards 1968
  - miglior film
  - miglior attore non protagonista (Leo McKern)